# Erannis bisrigaria
Erannis bisrigaria là một loài bướm đêm trong họ Geometridae.